# 時計歩度測定器
時計歩度測定機（とけいほどそくていき、英: Watch Timing Machine）は腕時計・懐中時計の精度を測定する機器。
ウィッチ(Witschi)やビブログラフ(Vibrograf)、タイムグラファーなど、メーカー名や商品名で呼ぶこともある。

## 概要
業界では時計検定機と称され、時計の1日の誤差を数秒で測定し、正しく調整することができた。主に腕時計、懐中時計の測定が目的で、使用状態の姿勢による誤差を特に最小にするのに便利であった。
戦後アメリカより、ウオッチマスター時計検定機（昔の回転ドラム式ファックスのような構造）を、銀座の金山商会が輸入し、今まで一日掛かった調整を30秒で可能とし、来店客を驚かせた。然し当時サラリーマンの月給が、4,000円位、もり、かけそば、15円、都電10円の時代、80万円もしたので、一般の時計店で導入は困難であった。
そこで、最も簡単なメーター式が、日本時計検定機より発売され、
波形観測式の、オシロスコープの国産品が、弘栄電機研究所（神戸市須磨区設立）のウオッチレーダー、日本測器（目黒区設立）のウオッチチエッカー、日本時計検定機（目黒区設立、後の馬場製作所）のウオッチグラフの4万円位から、記録式は富士電子工業（世田谷区経堂設立）のタイムグラファー、馬場製作所（目黒区駒場設立）のスターグラフが、12万円位で発売され、一流店から順次普及し始めた。
1966年、時計修理技術者の国家検定制度が開始され、受験には時計検定機の持ち込みが必須となり、検定機メーカーには注文が殺到し、一気に普及した。
1970年代になると水晶腕時計が主流となったために、歩度測定器も更なる高精度化が求められるようになった。水晶時計用の歩度計測器の精度を確保するためには恒温槽付きの水晶発振器(OCXO)が使われるのが一般的である。
電波時計の時刻信号の送信元として知られる標準電波(日本ではJJY)は、歴史的には時刻信号を送る前から周波数の国家標準としての役割がある。
2000年にはこのJJYの周波数に直接同期させて更に高精度化した歩度測定器として、トゥロッシュ(草加市設立）のWT-2000が発売された。

## 構造
周囲の音を遮断し時計の振動だけをキャッチする特殊マイクと、精度の高い標準水晶発振子を内蔵（初期は標準時計内蔵）し、
これと比較した誤差を表示する表示器又はプリンターからなる。
時計の天府の振り石の音、アンクルの爪石の音を特殊マイクでキャッチしてこれを増幅し、プリンターの印刷棒を同期して打たせる。一方、標準水晶発振子の高い周波数を分周、逓減させ同期モーターを回転させ、このシャフトに取り付けたスパイラル突起付きローターと印刷棒の間に記録紙を走らせ、連続した打点の変化、角度より誤差を知ることができる。
打点の変化パターンで、歯車の偏芯・天府の振り角・トルク変化等、いわば時計のレントゲンのような役目がある。

## 効果
時計データーとして、文字板上、12時上、竜頭下の記録紙をつけるのが、一般的である。